# Selecció de bàsquet d'Itàlia

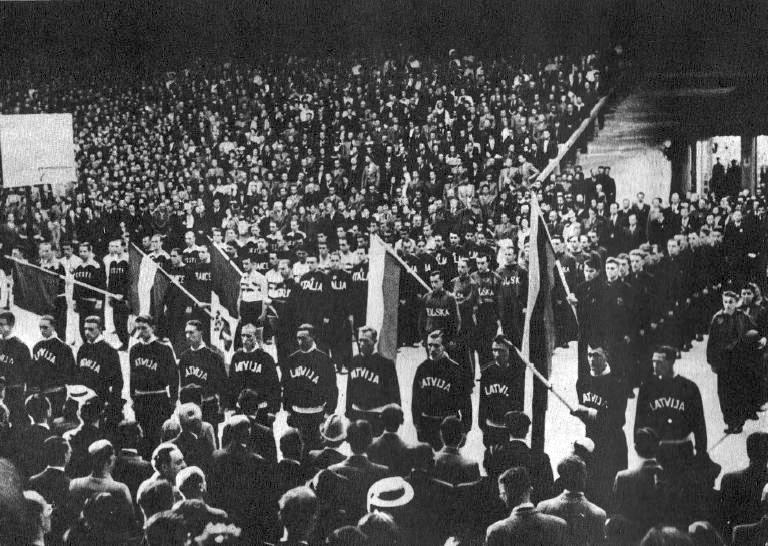
Selecció italiana el 1939.

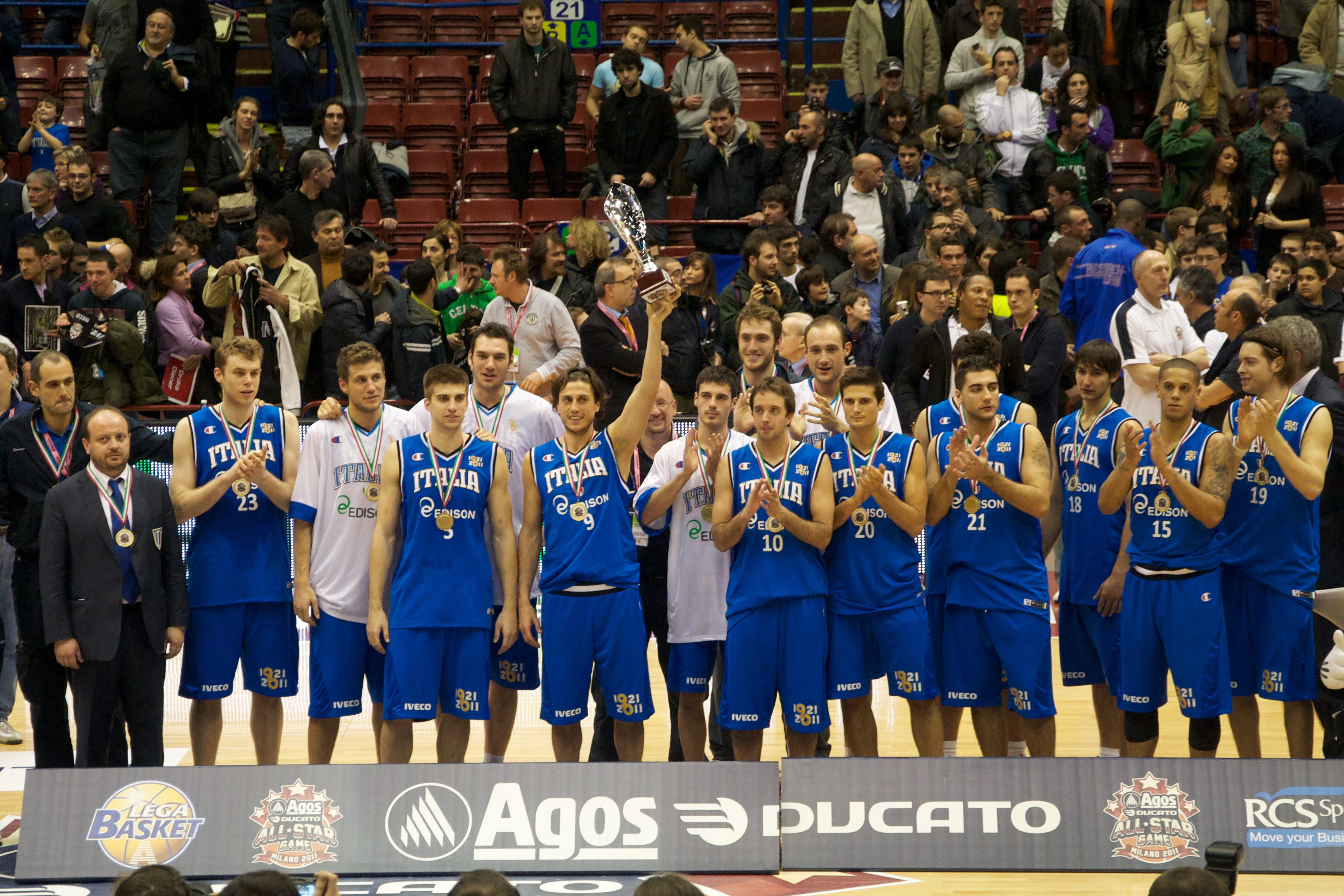
Selecció italiana el 2011.

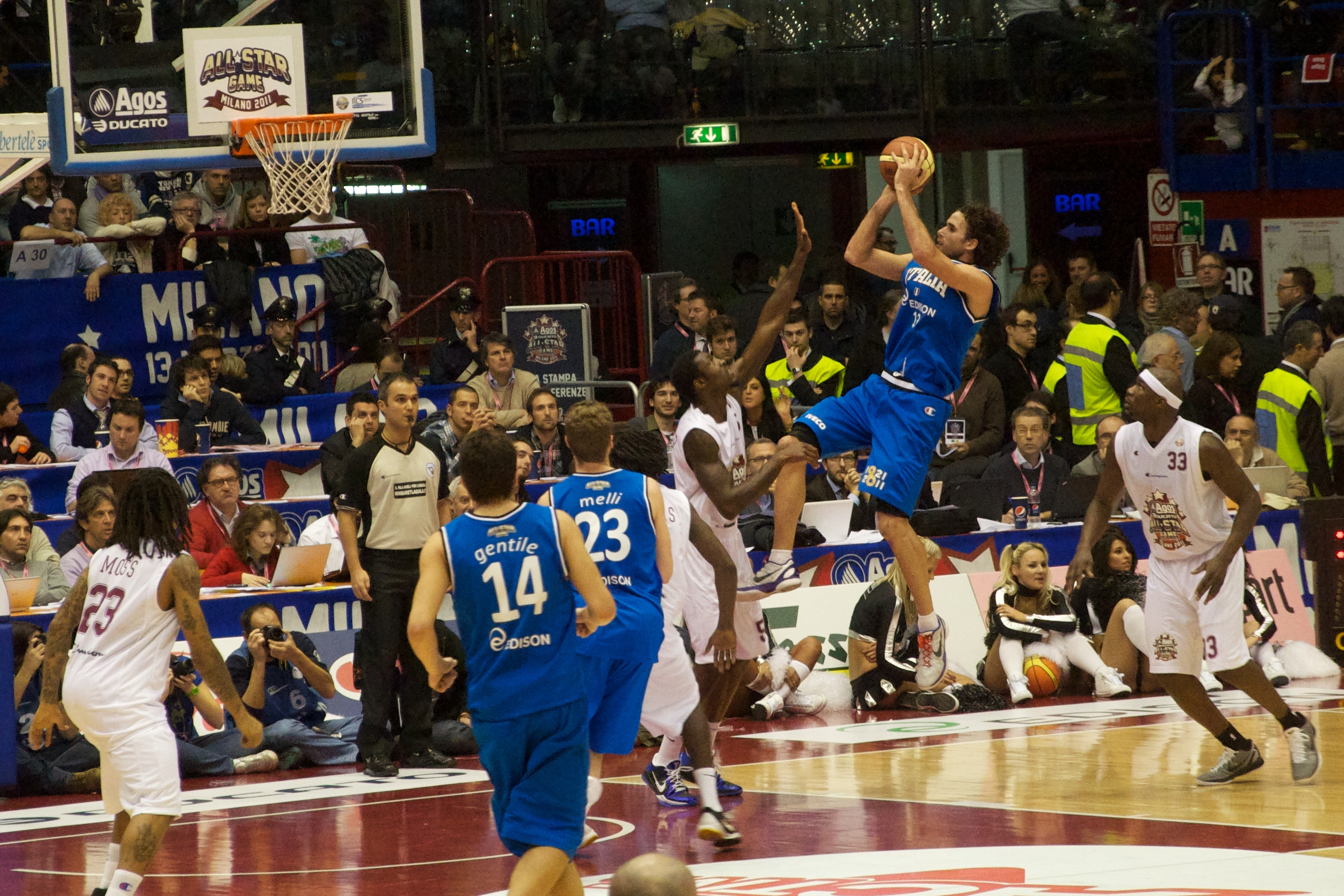
Luigi Datome, amb Itàlia el 2011.

La Selecció de bàsquet d'Itàlia és l'equip format per jugadors de nacionalitat italiana que representa la Federació Italiana de Bàsquet en les competicions internacionals organitzades per la Federació Internacional de Bàsquet (FIBA) o el Comitè Olímpic Internacional (COI). Fins a l'any 2023 la selecció italiana ha guanyat dos cops l'EuroBasket (1983 i 1999). A més, ha guanyat dues medalles d'argent en els Jocs Olímpics (1980 i 2004).

## Classificacions

### Jocs Olímpics
- 1936 - 7
- 1948 - 17
- 1952 - 17
- 1956 - No es classificà
- 1960 - 4
- 1964 - 5
- 1968 - 8
- 1972 - 4
- 1976 - 5
- 1980 -  2
- 1984 - 5
- 1988 - No es classificà
- 1992 - No es classificà
- 1996 - No es classificà
- 2000 - 5
- 2004 -  2
- 2008 - No es classificà
- 2012 - No es classificà
- 2016 - No es classificà
- 2020 - 5[2]

### Campionats mundials
- 1950 - No participà
- 1954 - No es classificà
- 1959 - No es classificà
- 1963 - 7
- 1967 - 7
- 1970 - 4
- 1974 - No es classificà
- 1978 - 4
- 1982 - No es classificà
- 1986 - 6
- 1990 - 9
- 1994 - No es classificà
- 1998 - 6
- 2002 - No es classificà
- 2006 - 9
- 2010 - No es classificà
- 2014 - No es classificà
- 2019 - 10[3]
- 2023 - 8[4]

### Campionats europeus
- 1935 - 7
- 1937 -  2
- 1939 - 6
- 1946 -  2
- 1947 - 9
- 1949 - No participà
- 1951 - 5
- 1953 - 7
- 1955 - 6
- 1957 - 10
- 1959 - 10
- 1961 - No participà
- 1963 - 12
- 1965 - 4
- 1967 - 7
- 1969 - 6
- 1971 -  3
- 1973 - 5
- 1975 -  3
- 1977 - 4
- 1979 - 5
- 1981 - 5
- 1983 -  1
- 1985 -  3
- 1987 - 5
- 1989 - 4
- 1991 -  2
- 1993 - 9
- 1995 - 5
- 1997 -  2
- 1999 -  1
- 2001 - 9
- 2003 -  3
- 2005 - 9
- 2007 - 9
- 2009 - No es classificà
- 2011 - 17
- 2013 - 8
- 2015 - 5
- 2017 - 5[5]
- 2022 - 8[6]

### Jocs Mediterranis
- 1951 -  3
- 1955 -  2
- 1959 - No participà
- 1963 -  1
- 1967 -  2
- 1971 - No participà
- 1975 -  3
- 1979 - No participà
- 1983 -  2
- 1987 - No participà
- 1993 -  1
- 1997 -  2
- 2001 -  3
- 2005 -  1
- 2009 - 4
- 2013 - 5

## Jugadors destacats
A data desembre 2023.
| Pos. | Jugador             | Partits |
| ---- | ------------------- | ------- |
| 1.   | Pierluigi Marzorati | 278     |
| 2.   | Dino Meneghin       | 271     |
| 3.   | Roberto Brunamonti  | 256     |
| 4.   | Giacomo Galanda     | 215     |
| 5.   | Walter Magnifico    | 214     |
| 6.   | Antonello Riva      | 213     |
| 7.   | Gianluca Basile     | 209     |
| 8.   | Renzo Bariviera     | 208     |
| 9.   | Renato Villalta     | 206     |
| 10.  | Renzo Vecchiato     | 202     |

| Pos. | Jugador             | Punts |
| ---- | ------------------- | ----- |
| 1.   | Antonello Riva      | 3.785 |
| 2.   | Dino Meneghin       | 2.847 |
| 3.   | Renato Villalta     | 2.277 |
| 4.   | Pierluigi Marzorati | 2.209 |
| 5.   | Renzo Bariviera     | 2.151 |
| 6.   | Walter Magnifico    | 2.026 |
| 7.   | Gregor Fučka        | 1.889 |
| 8.   | Massimo Masini      | 1.852 |
| 9.   | Carlton Myers       | 1.825 |
| 10.  | Marco Belinelli     | 1.795 |